# Escut de la Pobla de Mafumet
L'Escut de la Pobla de Mafumet té el blasonament d'escut caironat: d'atzur, un agnus Dei d'argent reguardant i nimbat d'or portant la banderola de gules amb una creu plena d'argent i l'asta creuada d'or, acompanyat a la punta d'un lledoner d'or fruitat de sable. Per timbre una corona mural de poble.
Va ser aprovat el 29 de gener del 2001. La Pobla de Mafumet s'ha representat tradicionalment per un Agnus Dei, o anyell pasqual, símbol de sant Joan Baptista, patró de la localitat. El lledoner fa referència a la Mare de Déu del Lledó, advocació mariana en el dia de la qual el poble celebra la festa major el 2 de febrer.

## Bandera

Bandera oficial de la Pobla de Mafumet

La bandera oficial de la Pobla de Mafumet és una bandera apaïsada, de proporcions dos d'alt per tres de llarg, blau clar, amb l'agnus Dei blanc reguardant, nimbat de groc, portant una banderola engolant vermella carregada d'una creu plena blanca i fixada en una asta groga rematada d'una creu també groga, tot el conjunt d'alçària 4/11 de la del drap i amplària 3/11 de la llargària del mateix drap i posat a 2/33 de l'asta i a 1/11 de la vora superior; i amb el lledoner arrencat groc de l'escut d'alçària 4/11 de la del drap i amplària 2/11 de la llargària del mateix drap posat a 2/33 de la vora del vol i a 1/11 de la vora inferior. Va ser aprovada el 16 de gener de 2008 i publicada en el DOGC el 28 de gener del mateix any amb el número 5057.